# Sanankerto
Sanankerto is een bestuurslaag in het regentschap Malang van de provincie Oost-Java, Indonesië. Sanankerto telt 3484 inwoners (volkstelling 2010).